# Col·legi de Periodistes de Catalunya
El Col·legi de Periodistes de Catalunya és una organització professional formada per professionals que es dediquen al periodisme creada l'any 1985 mitjançant la Llei 22/1985 del Parlament de Catalunya de 8 de novembre. Al 2023 tenia 4.263 periodistes col·legiats i durant aquest mateix any es van oferir 787 hores en cursos de formació a 1.061 alumnes.

## Antecedents
La primera associació professional de periodistes a Catalunya es va fundar el 1889 com a Asociación de Periodistas i en va ser primer president Joan Mañé i Flaquer. Però desavinences entre els seus socis van fer que l'Associació es dissolgués pocs anys després. Una nova associació, anomenada Asociación de la Prensa Diaria de Barcelona va fundar-se el 1909, impulsada per Enric Díaz Reig, periodista d'El Diluvio. Com el mateix nom de l'associació indicava, era una entitat que només admetia com a socis els periodistes de la premsa diària; a més, era molt restrictiva a l'hora d'admetre nous socis, i altres professionals del periodisme van decidir fundar, el 1912, el Sindicato Profesional de Periodistas, que estava subdividit en seccions, una de les quals era la de premsa no diària Un any després es va fundar una nova associació, destinada a protegir específicament els interessos dels professionals que no treballaven en diaris, era l'Asociación de Periodistas y Periódicos no diarios de Barcelona, que el 1916 va canviar el seu nom pel d'Asociación de Periodistas de Barcelona i, encara de nou, el 1929 el va catalanitzar i es va dir «Associació de Periodistes de Barcelona» i en realitat era fruit de la fusió amb l'«Associació Catalana de la Premsa», creada el 1920. Una nova entitat es va fundar el 1934, l'«Agrupació Professional de Periodistes», que va néixer com una mena de sindicat, per ocupar-se principalment dels drets i la condició social dels professionals del periodisme. Aquell mateix any, l'Associació de Periodistes de Barcelona tenia 485 socis, entre els quals figurava Pompeu Fabra, que també era soci de l'Associació Catalana de la Premsa. Durant la Guerra Civil Espanyola, moltes associacions professionals van desaparèixer. El Sindicato Profesional de Periodistas va passar a dependre de la CNT, mentre que l'Agrupació Professional de Periodistes va passar a dependre de la UGT i hi va incorporar l'Asociación de la Prensa Diaria de Barcelona i l'Associació de Periodistes de Barcelona. Segons Jaime Claramunt, que va ser director d'El Diluvio, durant la guerra era obligatori que els periodistes estiguessin afiliats a un sindicat i el seu diari i tot el personal van passar a dependre de la UGT, tot i que només hi havia un membre del diari que tingués afinitat amb la ideologia que representava aquell sindicat. Després de 1939 es va recuperar l'Asociación de la Prensa Diaria, que va ser l'entitat única per als periodistes de Barcelona. La seva biblioteca va passar amb el temps a ser el Centre de Documentació del Col·legi de Periodistes de Catalunya, que avui dia s'anomena Centre de Documentació Montserrat Roig.

## Història
El Col·legi de Periodistes de Catalunya es va crear a partir de la llei 22/1985 del Parlament de Catalunya i el seu primer president va ser Carles Sentís. Segons els seus estatuts es defineix així:
| «                                                  | El Col·legi de Periodistes de Catalunya és una corporació de dret públic, de caràcter professional, dotada amb personalitat jurídica pròpia i amb plena capacitat d’obrar pel compliment de llurs finalitats, que es configura com una instància de gestió dels interessos públics vinculats a l'exercici de la professió de periodista i com a vehicle de participació de les persones col·legiades en l’administració d’aquests interessos, sens perjudici que el Col·legi pugui exercir activitats i prestar serveis a les persones col·legiades en règim de dret privat; i que es troba reconeguda per la Constitució Espanyola i per l’Estatut d’Autonomia de Catalunya. | » |
| — Estatus del Col·legi de Periodistes de Catalunya | |   |

L'any 1988, el Col·legi va crear el Centre Internacional de Premsa de Barcelona i el 1991 va ingressar a la Federació Internacional de Periodistes.
L'any 1992, en el II Congrés de Periodistes de Catalunya es va proclamar el Codi Deontològic de la professió periodística a Barcelona, amb dotze criteris bàsics que són els següents: 1) Informar de manera acurada i precisa; 2) evitar prejudicis per informacions sense prou fonament; 3) Rectificar les informacions incorrectes: 4) Utilitzar mètodes lícits i dignes per obtenir informació; 5) citar les fonts i reservar el secret professional; 6) conciliar els drets individuals amb el dret del públic a saber; 7) evitar el conflicte d'interès; 8) no utilitzar en profit propi informacions privilegiades; 9) respectar el dret a la privacitat; 10) salvaguardar la presumpció d'innocència; 11) protegir els drets dels menors i 12) salvaguardar la dignitat de les persones i la seva integritat física i moral. Tot i que el Col·legi no té potestat per fer complir el Codi Deontològic, l'any 2003 quaranta-tres mitjans de comunicació de Catalunya ja s'havien compromès al seu compliment.
L'any 1997, seguint una regulació aprovada en el III Congrés de Periodistes de Catalunya, el Col·legi va crear el Consell de la Informació de Catalunya (CIC), integrat per persones dels àmbits, acadèmic, del dret, de la comunicació, la sociologia, la societat civil i l'ètica. El 1999 el CIC va passar a ser la Fundació del Consell de la Informació de Catalunya (FCIC), amb entitat jurídica pròpia i com a òrgan d'arbitratge independent.

## Llista de degans
Relació de degans des de la seva fundació:
- Carles Sentís i Anfruns (1986–1991)
- Josep Pernau i Riu (1991–1997)
- Salvador Alsius i Clavera (1997–2001)
- Montserrat Minobis i Puntonet (2001–2004)
- Joan Brunet i Mauri (2004–2006)
- Josep Maria Huertas Claveria (2006–2007)
- Josep Carles Rius i Baró (2007–2010)
- Josep Maria Martí i Martí (2010–2014)
- Neus Bonet i Bagant (2014–2019)[10]
- Joan Maria Morros i Cuadras (des de 2019)

## Premis
L'entitat lliura el reconeixement a l'Ofici de Periodista. L'han concedit a José Martí Gómez (1999), Maria Eugènia Ibáñez (2000), Josep Pernau (2001), Rosa Maria Calaf (2002), Enric Frigola (2003), Josep Maria Huertas (2005), Joaquim Maria Puyal (2006), Jaime Arias (2007), Mercè Conesa (2008), Narcís-Jordi Aragó (2009), Xavier Batalla (2012), Josep Maria Espinàs (2013), Josep Maria Cadena (2016) Tomàs Alcoverro i Muntané (2020). Altres premis que atorga el Col·legi són: Premi Carles Rahola de Comunicació Local, Premi Mosques de la Informació (Girona), Premis Petxines de la Informació (Tarragona), Premi Mila de Periodisme per a la Igualtat de Gènere (Lleida), Premis Gabinet de Comunicació, Premis Micro Obert i Micro Tancat, Premi Vázques Montalbán, Premi Terres de l'Ebre de Periodisme, Premi Mañé i Flaquer (Torredembarra).

## Premi Vázquez Montalbán
El premi, que va néixer l’any 2004 com una iniciativa del Col·legi de Periodistes de Catalunya en reconeixement del desaparegut periodista Manuel Vázquez Montalbán, serveix per fer un crit a favor de la dignitat, la professionalitat i la independència dels comunicadors. El premi es convoca en dues categories: Periodisme cultural i polític i Periodisme esportiu, aquest darrer en col·laboració amb el F.C.Barcelona.
|      | Guanyadors premi periodisme cultural i polític    | Guanyadors premi periodisme esportiu  |
| ---- | ------------------------------------------------- | ------------------------------------- |
| 2004 | Maruja Torres i Anna Politkóvskaia                | Patrick Mignon                        |
| 2005 | -                                                 | Joaquim Maria Puyal                   |
| 2006 | Josep Pernau                                      | Juan Villoro                          |
| 2007 | Tomàs Alcoverro i Teresa Pàmies                   | Simon Kuper                           |
| 2008 | Seymour Hersh                                     | Candido Cannavò                       |
| 2009 | Roberto Saviano                                   | Ramon Besa                            |
| 2010 | Luz Sosa                                          | Eduardo Galeano                       |
| 2011 | Juan José Millás                                  | Santiago Segurola                     |
| 2011 | Rosa Marqueta i Fran Llorente                     |                                       |
| 2012 | -                                                 | Nick Hornby                           |
| 2013 | Jordi Évole                                       | Sergi Pàmies                          |
| 2014 | Marc Marginedas, Javier Espinosa i Ricardo García | Eduardo Gonçalves de Andrade ‘Tostão’ |
| 2015 | Andreu Missé                                      | -                                     |
| 2017 | -                                                 | Michael Robinson                      |
| 2018 | -                                                 | Emanuela Audisio                      |
| 2019 | Leila Guerriero                                   | Jorge Valdano                         |

## Reconeixements
L'any 1996 el Col·legi fou guardonat amb el Premi Nacional de Periodisme concedit per la Generalitat de Catalunya, i el 1995 amb la Creu de Sant Jordi.